# Memento
Memento (latin för "Minne" el. "Kom ihåg") är en amerikansk spänningsfilm från 2000, skriven och regisserad av Christopher Nolan. Guy Pearce, Carrie-Anne Moss och Joe Pantoliano spelar huvudrollerna. Filmen baseras på Jonathan Nolans pitch Memento Mori, som publicerades som novell 2001. 

## Handling
Försäkringsutredaren Leonard Shelby (Guy Pearce) har stora problem. Han är på jakt efter sin fru Catherines (Jorja Fox) mördare. Han lider dessutom av anterograd amnesi, en märklig sorts minnesförlust som gör att han saknar förmågan att lagra nya minnen. Detta gör att han glömmer allt nytt inom en kvart, exempelvis var han är, vart han ska och varför. Han använder istället sin egen kropp som anteckningsbok och en sak glömmer han absolut inte: att han vill ha hämnd.

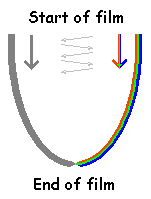
Filmens struktur.

## Om filmen
Memento berättas genom två parallella historier; dels genom handlingen och dels genom förloppet. Handlingen berättas i bakvänd ordning i färg och förloppet i kronologisk ordning i svartvitt. 
Filmen nominerades till två Oscar; en nominering till Christopher och Jonathan Nolan för bästa originalmanus och en till Dody Dorn för bästa klippning.

### Citat ur filmen
Leonard Shelby:
- (Springer) Okay, what am I doing?
- (Leonard får syn på en annan kille som också springer) I'm chasing this guy.
- (Killen har en pistol och skjuter mot Leonard Shelby) Nope. He's chasing me.

- När Leonard bränner några saker tillhörande sin fru så säger han: Probably burned truck loads of your stuff before. Can't remember to forget you.

## Rollista (urval)
- Guy Pearce - Leonard "Lenny" Shelby
- Carrie-Anne Moss - Natalie
- Joe Pantoliano - John Edward "Teddy" Gammell
- Mark Boone Junior - Burt
- Stephen Tobolowsky - Samuel R. "Sammy" Jankis
- Harriet Sansom Harris - Mrs. Jankis
- Callum Keith Rennie - Dodd
- Larry Holden - James F. "Jimmy" Grantz
- Jorja Fox - Catherine Shelby